# Вулична проституція

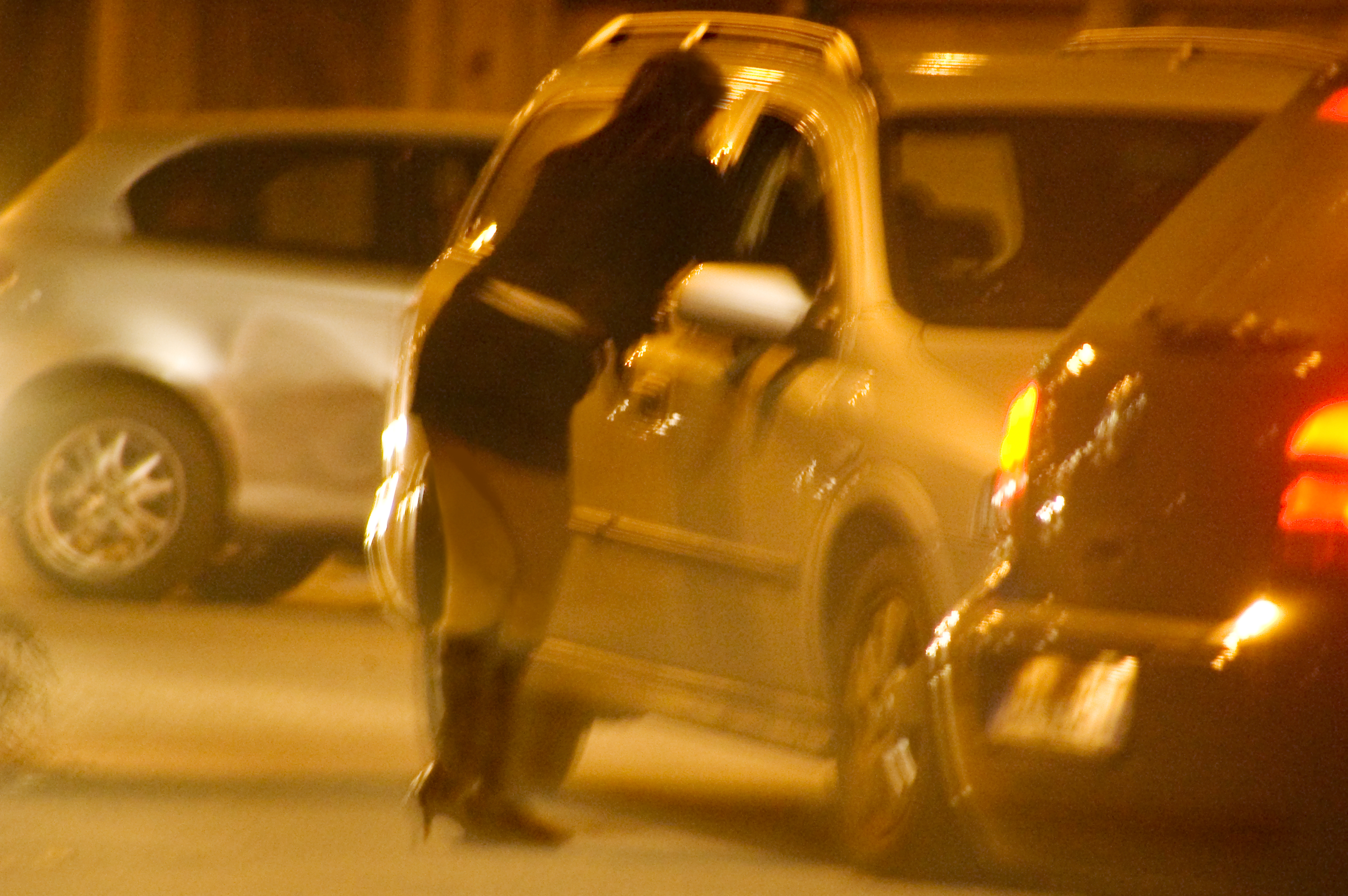
Італійська повія веде переговори з потенційним клієнтом. Турин, 2005

Вулична проституція — форма проституції, в якій проституйована особа залучає клієнтів з громадського місця, найчастіше з вулиці, під час очікування на перехрестях або в інших громадських місцях, таких як парки, пляжі тощо. Сексуальний контакт може здійснюватися в машині клієнта або у відокремленому місці на вулиці, у квартирі повії чи в орендованому приміщенні.
Вулична проституція несе вищі ризики насильства (зокрема, сексуального), наркоманії та незахищеного сексу, порівняно з проституцією в приміщенні. В дослідженні насильства проти жінок у вуличній проституції 68 % проституйованих жінок повідомили про зґвалтування. В ряді країн додаються ризики ув'язнення та смертної кари.
Проституція в Україні є незаконною. Проте в 1990-х та на початку 2000-х за умов жорсткої економічної кризи, падіння життєвого рівня та відсутності дієвого механізму соціального захисту населення і протидії проституції Україна стала місцем вуличної проституції та секс-туризму для іноземців.